# Raimund Neunteufel

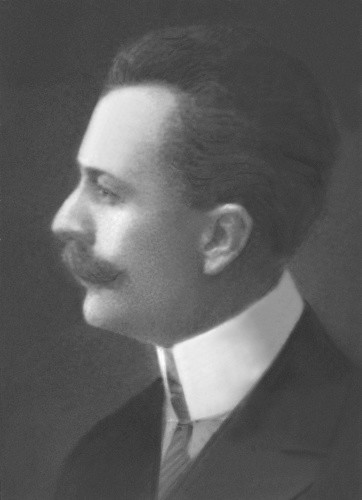
Raimund Neunteufel (vor 1922)

Raimund Neunteufel (* 22. Mai 1872 in Japons an der Thaya, Niederösterreich; † 18. April 1937 in Graz, Steiermark) war ein österreichischer Politiker der Christlichsozialen Partei (CSP; bis zu seinem Ausschluss 1911), ab 1913 des Deutschen Zentrums und ab Ende 1918 wieder der CSP. Er war von 1911 bis 1918 Abgeordneter zum österreichischen Reichsrat und 1918/19 Mitglied der Provisorischen Nationalversammlung für Deutschösterreich.

## Leben und Wirken

### Schulische und akademische Laufbahn, sowie Wirken als Journalist
Raimund Neunteufel wurde am 22. Mai 1872 als Sohn eines Landwirtes in der Ortschaft Japons an der Thaya geboren. Nach der Volksschule absolvierte Neunteufel das Gymnasium in der rund 20 Kilometer südlich gelegenen Stadt Horn. Als Einjährig-Freiwilliger kam er in weiterer Folge zum k.u.k. Infanterieregiment „Ernst Ludwig Großherzog von Hessen und bei Rhein“ Nr. 14 und begann danach ein Medizinstudium an der Universität Wien. Dieses gab er später für ein Studium der Rechtswissenschaft auf. Während dieser Zeit kam er in Kontakt mit der KÖStV Austria Wien, einer 1876 gegründeten, farbentragenden und nichtschlagenden Studentenverbindung und Mitglied des Österreichischen Cartellverbandes (ÖCV), wo er den Couleurnamen Sigurd erhielt. Innerhalb der Studentenverbindung war Philistersenior, sowie Fuchsmajor. Im Sommer 1899 war Neunteufel beim Beschluss, eine Landsmannschaft für Studenten aus Oberösterreich und Salzburg ins Leben zu rufen, beteiligt. Hieraus entstand im darauffolgenden Jahr die KÖStV Kürnberg, bei der der gebürtige Niederösterreicher seitdem als Bandphilister geführt wird. Keine seiner begonnenen Studien wurden von Neunteufel auch erfolgreich beendet.
Nachdem er diese abgebrochen hatte, kam Neunteufel im Jahre 1900 nach Graz und wurde Schriftleiter bei Der Sonntagsbote und später beim Grazer Volksblatt, die beide vom Katholischen Preßverein (heute: Styria Media Group) herausgegeben wurden. Anderen Quellen zufolge kam er erst im Jahre 1902 als verantwortlicher Redakteur zum Sonntagsboten. Im Jahre 1904 schied er aus der Redaktion des Grazer Volksblattes, nachdem er eine hohe Gehaltsforderung gestellt hatte, kehrte aber im Jahre 1906 wieder in die Redaktion zurück. Während dieser Zeit wurde er auch Bandphilister bei der KÖHV Carolina Graz, was er jedoch als Urmitglied der Austria Wien offiziell erst nach der Vereinigung des 2. ÖCV mit dem CV werden konnte. 1910 kehrte er endgültig dem Grazer Volksblatt den Rücken und gründete in Graz sein eigenes Organ, den Österreichischen Staatsbürger.

### Sprung in die Politik um die Jahrhundertwende
Bereits etwa ein Jahrzehnt zuvor trat Neunteufel erstmals politisch aktiv in Erscheinung. Nachdem am 21. November 1901 von national-freiheitlichen Studenten in der Grazer Harrachgasse ein Überfall auf Mitglieder der Carolina verübt worden war, kam es am darauffolgenden Montag, dem 25. November 1901, zu einer Protestversammlung. Auf dieser sprach zuerst Neunteufel; ihm folgte Friedrich Funder, Redakteur und langjähriger Herausgeber der Reichspost. Beide gingen dabei auf die Ursachen und Auswirkungen des allgemeinen Kulturkampfes, sowie des Kulturkampfes auf der Universität ein. Da Neunteufel ohnehin als ein glänzender Redner und Schreiber galt, war es nahezu vorbestimmt, dass er in weiterer Folge in die Politik ging. Während seiner Zeit in Wien bereits von den Christlichsozialen stark geprägt, versuchte er deren Ideen auch in der Steiermark durchzusetzen, weshalb er als der eigentliche Gründer der Christlichsozialen in der Steiermark (1901) gilt. Es dauerte weitere Jahre, ehe er am 14. Februar 1907 zum Vorsitzenden der Landesleitung der Christlichsozialen Reichspartei gewählt wurde. Zur Reichspartei wurde die CSP jedoch erst durch Erfolge in anderen österreichischen Kronländern.
Im Jahre 1910 kam es zwischen Neunteufel, dem damaligen Obmann der Christlichsozialen, und dem Reichsratsabgeordneten Franz Hagenhofer, dem damaligen Obmann des Steirischen Bauernbundes, der die Organisation der Katholisch-Konservativen bildete, zu einem Streit. In dessen Folge kam es zu einem Ehrenbeleidigungsprozess; der Streit sollte bei einer Einigungskonferenz am 9. Oktober 1910 geschlichtet werden, was jedoch misslang. Bei der Reichsratswahl 1911 trat Neunteufel in einem obersteirischen Wahlkreis (Steiermark 07) an und gewann diesen in weiterer Folge. Somit gehörte er ab den 17. Juli 1911 bis zum Ende der Monarchie der XII. Legislaturperiode als Reichsabgeordneter an. Als die Christlichsozialen bei dieser Wahl erhebliche Verluste hinnehmen mussten, kam es zu einem neuerlichen Streit zwischen Neunteufel und Hagenhofer. In weiterer Folge wurde bei einem eigens einberufenen Parteitag am 8./9. Dezember 1911 von einigen Christlichsozialen die sogenannte Unabhängige Christlichsoziale Volkspartei der Deutschen Österreichs gegründet. Ab dieser Zeit betrachtete sich Neunteufel von der Christlichsozialen Reichspartei als ausgeschlossen und wurde daraufhin Vorsitzender der eben gegründeten Partei. Noch im gleichen Jahr schloss sich mit Ferdinand Reichsritter von Pantz ein weiterer Reichsratsabgeordneter der neuen Partei an. Bei einem zweiten Parteitag am 19. Jänner 1913 waren auch unzufriedene Vertreter aus Wien und Oberösterreich beteiligt, woraufhin Neunteufel, Pantz, August Maria Kemetter, sowie der aus der Steiermark stammende und mittlerweile in der Bukowina tätige Abgeordnete Eduard Hruschka sich dazu entschlossen, eine eigene Fraktion mit dem Namen Deutsches Zentrum zu gründen.
Durch den Ersten Weltkrieg kam es zu keinen nennenswerten Verschärfungen mehr, woraufhin es sogar zu einer losen Annäherung mit der früheren Stammpartei kam. Am 27. Oktober 1918 traten die Parteimitglieder des Deutschen Zentrums, die sich selbst Zentristen nannten, im Rahmen der Provisorischen Nationalversammlung für Deutschösterreich wieder den Christlichsozialen bei. Danach gehörte Neunteufel noch vom 21. Oktober 1918 bis zum 16. Februar 1919 der besagten Provisorischen Nationalversammlung als Abgeordneter an, wurde jedoch in weiterer Folge von den Christlichsozialen nicht mehr für die Konstituierende Nationalversammlung aufgestellt. Mit ein Grund soll die Annäherung Neunteufels an die Deutschnationalen bzw. die Großdeutschen, die Neunteufel aufgrund seiner politischen Isolierung betrieben hatte, gewesen sein. Am 25. Mai 1919 erfolgte seine Entsendung als Vertreter der Großdeutschen in die interministerielle Kommission für Westungarn (Burgenland). Im Anschluss an den Ersten Weltkrieg kam Neunteufel wieder nach Wien, wo er Leiter einer Volksbücherei wurde. Im Zuge der Gründung der Vaterländischen Front im Jahre 1933 erinnerte man sich in Graz wieder an Neunteufel und seine journalistische Begabung, woraufhin er das Amt des Pressereferenten bei der Landesleitung der Vaterländischen Front Steiermarks in Graz übernahm. Diese Position behielt er bis zu seinem Tod knapp vier Jahre später. Am 18. April 1937 starb er im Alter von 64 Jahren in Graz und wurde auf dem hiesigen St.-Leonhard-Friedhof beerdigt. Zeitlebens wurde er mehrfach ausgezeichnet und war unter anderem Ritter des Franz-Joseph-Ordens.

## Charakter
Neunteufel galt als kein einfacher Charakter. Obwohl er sicherlich sehr begabt war, galt er vor allem als cholerisch (siehe die politischen Streitigkeiten mit Hagenhofer usw.) und hatte zudem das Problem sich nicht unterordnen zu können. Bei seiner Urverbindung, der KÖStV Austria Wien, erhielt er deswegen gelegentlich bei Kneipen „Bierverschiß“ (Verlust der Bierrechte). Aufgrund seines politischen Verhaltens vor dem Ersten Weltkrieg kam es zudem zu Konflikten zwischen ihm und seiner Urverbindung, die jedoch in späteren Jahren geschlichtet werden konnten.